# 雙年展
雙年展（義大利語：biennale）泛指兩年一期的重要藝術展覽。目前最重要的雙年展是意大利威尼斯雙年展。但在其他城市也有不同的藝術雙年展舉行；如巴西聖保羅雙年展，也相當著名。

## 世界上的藝術雙年展

### 歐洲
- 歐洲宣言（歐洲當代藝術雙年展）（自1996年），展覽場地以歐洲主要城市為主。
  - Manifesta.org （页面存档备份，存于）

義大利
- 威尼斯雙年展（自1895年）：目前已發展到有不同的主題（如電影、建築等）、但還是以國際性的當代藝術最受人注目。2005年的展期已定在6月12日到11月6日於威尼斯舉行。
  - labiennale.org
- Mostra di Architettura di Venezia 國際建築雙年展，在威尼斯舉行。
  - La Biennale di Venezia （页面存档备份，存于）
- 佛罗伦萨国际当代艺术双年展是由瑟罗拉兄弟凭借艺术协会以及政府对其政治上的支持于1997年创立，每两年一届，定期在具有悠久历史并享有声誉的佛罗伦萨的达巴索古堡举行。
  - http://www.florencebiennale.org/# （页面存档备份，存于）

德國
- 柏林當代藝術雙年展（自1998年）：國際性的當代藝術大展，場地固定在德國的柏林。
  - Berlinbiennale （页面存档备份，存于）
- 慕尼黑雙年展：國際性的博覽會、主要內容是音樂戲劇、場地在德國慕尼黑。
  - Münchener Biennale

荷蘭
- 鹿特丹國際建築雙年展：固定在鹿特丹舉行。
  - Internationale Architektur Biennale Rotterdam （页面存档备份，存于）

法國
- 里昂雙年展（自1991年）
- 巴黎雙年展

比利時
- 布魯塞爾當代藝術雙年展

土耳其
- 伊斯坦堡雙年展（自1987年）

### 亞太
中國大陸
- 上海双年展：由上海当代艺术博物馆主办（自1996年）
  - shanghaibiennale.org
- 深港城市\建筑双城双年展（自2005年）
- 廣州雙年展（自2016年）
- 銀川雙年展：由银川当代美术馆主办（自2016年）

中國港澳地區
- 藝文薈澳：澳門國際藝術雙年展:由澳門特別行政區政府文化局主辦（自2021年）

澳洲
- 雪梨雙年展（自1973年）
  - Biennale of Sydney （页面存档备份，存于）

臺灣
- 臺北雙年展：由臺北市立美術館主辦（自1998年）
  - taipeibiennial （页面存档备份，存于）
- 台灣國際民族誌影展：由台灣民族誌影像學會主辦（自2001年）
  - 台灣國際民族誌影展官方網站 （页面存档备份，存于）
- 亞洲藝術雙年展：由國立臺灣美術館主辦（自2007年）
  - Taiwan Museum of Fine Art
- 關渡雙年展：由國立臺北藝術大學主辦（自2008年）
- 臺灣美術雙年展 : 由國立臺灣美術館主辦（自2008年）
  - Taiwan Museum of Fine Art
- 台灣國際錄像藝術展 : 由鳳甲美術館主辦（自2008年）
  - Hong-Gah Museum （页面存档备份，存于）
- 大臺北當代藝術雙年展：由國立臺灣藝術大學主辦（自2016年）
- 基隆港口藝術雙年展：由基隆市文化局主辦（自2018年）
  - Keelungbiennial

新加坡
- 新加坡雙年展（自2006年）

南韓
- 釜山雙年展
- 首爾國際媒體藝術雙年展
- 光州雙年展（自1995年）
  - gwangju-biennale광주비엔날레

備注：2008年，光州雙年展發生了「申貞娥偽造學歷事件」，當選2008年光州雙年展共同藝術導演的東國大學教授申貞娥（35歲，省谷美術館學藝室室長）被揭發自身學歷為偽造，引起了韓國藝術界的軒然大波。韓國電視劇《Miss Ripley》以此事件改編。
印度尼西亞
- 日惹雙年展
- 雅加達雙年展

印度
- 柯欽·莫里奇斯雙年展

### 美洲
巴西
- 聖保羅雙年展
  - Bienal de São Paulo

美國
- 臺灣電影雙年展：於洛杉磯漢默爾美術館(Hammer Museum)舉辦。
- 惠特尼雙年展：在美國紐約市的惠特尼博物館舉辦。
  - Whitney Biennial

古巴
- 哈瓦那雙年展

哥斯大黎加
- 哥斯大黎加視覺藝術雙年展

## 已停辦的雙年展（或三、四年展）
- 東京雙年展（共辦 18 屆）

- 大阪三年展（共辦 10 屆）

- 約翰尼斯堡雙年展（共辦 2 屆）
- Kulturbro 雙年展（共辦 2 屆）
- 京都雙年展（共辦 1 屆）
- 塞阿拉雙年展（共辦 1 屆）
- 墨爾本國際雙年展（共辦 1 屆）
- 當代藝術四年展（共辦 1 屆）

## 相關連結
- Web Biennial （页面存档备份，存于）網路雙年展
- 臺灣當代一年展
- ビエンナーレ財団 / Biennial Foundation （页面存档备份，存于）